# باولو دا غاما
باولو دا غاما (بالبرتغالية: Paulo da Gama) هو شقيق فاسكو دا غاما المستكشف البرتغالي المشهور. توفي في يوليو 1499.